# Тшебелух
Тшебелух (пол. Trzebiełuch, нім. Radmannsdorf) — село в Польщі, у гміні Стольно Хелмінського повіту Куявсько-Поморського воєводства.
Населення — 170 осіб (2011).
У 1975-1998 роках село належало до Торунського воєводства.

## Демографія
Демографічна структура станом на 31 березня 2011 року:
|          | Загалом | Допрацездатний вік | Працездатний вік | Постпрацездатний вік |
| -------- | ------- | ------------------ | ---------------- | -------------------- |
| Чоловіки | 93      | 28                 | 61               | 4                    |
| Жінки    | 77      | 18                 | 45               | 14                   |
| Разом    | 170     | 46                 | 106              | 18                   |